# 28516 Мебіус
28516 Мебіус (28516 Mobius) — астероїд головного поясу, відкритий 27 лютого 2000 року.
Тіссеранів параметр щодо Юпітера — 3,371.